# Vorstendom Salm-Salm

Volgens Siebmachers wapenboek; Salm-Anholt; 1,4: Dhaun; 2,3: Stein; hart-1: Kyrburg; hart-2: Salm; hart3: Vinstingen; hart-4: Anholt

Het vorstendom Salm-Salm was een tot de Boven-Rijnse Kreits behorend vorstendom binnen het Heilige Roomse Rijk.

## De tak Salm-Salm van de wildgraven van Dhaun (1561-1738)
In 1561/74 delen de zonen van Philips Frans, graaf van Salm en wildgraaf van Dhaun de erfenis van hun vader
- Frederik te Salm krijgt het graafschap Salm en de heerlijkheden Ogéviller, Pelligni, Neuweiler (Frans: Neuviller-sur-Moselle), Bayon en het aandeel in de heerlijkheid Vinstingen.
- Jan te Grumbach krijgt de heerlijkheid Grumbach en het rijngraafschap Stein
- Adolf Hendrik te Dhaun krijgt het wildgraafschap Dhaun, een deel van het gerecht Rhaunen, het gerecht Hausen en de heerlijkheid Püttlingen (uitgestorven 1750)

De gebieden van Frederik liggen dus buiten de voorvaderlijke wildgraafschap. Het graafschap Salm is rijksvrij, maar de (meeste) andere heerlijkheden zijn dat niet en vallen onder het gezag van andere vorsten, zoals de hertog van Lotharingen.
Na de dood van Frederik in 1610 delen zijn zoons opnieuw. Philips Otto krijgt het graafschap Salm, dat op 8 januari 1623 tot vorstelijk graafschap wordt verheven. Zijn broer krijgt Neuweiler en andere heerlijkheden. Deze tak is dus geen rijksstand. 
Door het huwelijk van vorst Leopold Philips Karel van Salm met Maria Anna van Bronckhorst wordt in 1641 de heerlijkheid Anholt verworven. Deze heerlijkheid is wel rijksonmiddellijk. In 1738 sterft de vorstelijke tak Salm met Lodewijk Otto uit.

## De tak Neuweiler (1610-1743)
De tak Neuweiler heeft intussen zijn Lotharingse bezittingen uitgebreid met goederen in de zuidelijke Nederlanden. Het huwelijk van Karel Florentijn met Maria Gabrielle van Lalaing-Hoogstraten (overleden 1709) levert een rijke erfenis op. Hun zoons delen in 1676 de bezittingen:
- Willem Florentijn zal zijn moeder opvolgen in Hoogstraten.
- Hendrik Gabriel krijgt Leuze in Henegouwen.

Als na het uitsterven van de wildgraven van Kyrburg in 1688 de erfenis op 18 juni 1696 wordt verdeeld, krijgt de tak Leuze het 1/2 hoofdambt Kyrburg. Hiermee is deze tak in het bezit van reichsunmittelbar gebied gekomen. 
In 1738 sterft de hoofdtak Salm uit. Nu komen ook het vorstendom Salm, de heerlijkheid Anholt en de andere helft van het hoofdambt Kyrburg aan de tak Neuweiler. Op 14 januari 1739 bevestigt de keizer dat Nikolaas Leopold door deze erfenis rijksvorst is geworden.

## Het vorstendom Salm-Salm (1744-1797)
De graaf van Salm-Leuze wordt op 17 mei 1743 tot rijksvorst van Salm-Kyrburg verheven. Op grond van een familieverdrag neemt de vorst van Salm uit de tak Hoogstraten daarop op 16 oktober de titel aan van vorst van Salm-Salm.
In 1744 vindt er een herverdeling van de bezittingen tussen de twee takken plaats.
Aan het nieuwe vorstendom Salm-Salm komen het vorstendom Salm, de heerlijkheden Ogéviller, Pelligni, Neufviller, Bayon en het aandeel in de heerlijkheid Vinstingen, 1/8 van de heerlijkheden Flonheim, Dhronecken, Wildenburg en Diemeringen, 1/16 van de heerlijkheid Wörrstadt en 1/4 van de heerlijkheid Windesheim. Verder de heerlijkheid Anholt in Westfalen.
Aan het nieuwe vorstendom Salm-Kyrburg komen het wildgraafschap Kyrburg, 1/8 van de heerlijkheden Flonheim, Dhronecken, Wildenburg en Diemeringen, 1/16 van de heerlijkheid Wörrstadt en 3/4 van de heerlijkheid Windesheim. Verder 3/4 van de heerlijkheid Kirn en 1/2 van Meddesheim met Kirschroth.
In 1751 worden de heerlijkheden Ogéviller en Neufviller aan Frankrijk afgestaan.
In 1797/1801 wordt het vorstendom ingelijfd bij Frankrijk.
Paragraaf 3 van de Reichsdeputationshauptschluss van 25 februari 1803 regelt de schadeloosstelling: de vorsten van Salm krijgen de ambten Bocholt en Ahaus met de daarbinnen liggende kapittels, aartsdiakonaten, abdijen en kloosters; dit alles in de verhouding 2/3 voor Salm-Salm en 1/3 voor Kyrburg. De verdeling hiervan moet per omgaande geregeld worden. Het gaat hier om ambten van het voormalige prinsbisdom Münster. Uiteindelijk blijft het gebied onverdeeld als vorstendom Salm (Westfalen).
Het Congres van Wenen in 1815 laat het vorstendom Salm en de heerlijkheid Diermeringen bij Frankrijk. Wörrstadt komt aan het groothertogdom Hessen-Darmstadt en de anderen gebieden van het voormalige wildgraafschap komen aan het koninkrijk Pruisen